# Piso Point
Piso Point est une ancienne base navale japonaise pendant la Seconde Guerre mondiale qui est située dans la partie orientale du golfe de Davao, en face de Davao City, aux Philippines,. Ce fut aussi un port pour les bateaux suicides japonais qui harcelaient les navires américains dans le golfe de Davao. Lors de la libération des Philippines le 14 mai 1945, de nombreux Shin'yō des unités spéciales d'attaque japonaises (en) ont été anéantis par l'US Navy.

## Bataille de Piso Point
Le 14 mai 1945, Edgar D. Hoagland, commandant naval de la 24e division de l'armée américaine avec l'Enseigne John Adams, USNR et leurs vedettes lance-torpilles se rapprochèrent de Piso Point pour détruire les troupes japonaises restantes avec leurs vedettes suicides. Ils gagnèrent la bataille contre les troupes japonaises et détruisirent leur attirail restant,.